# Isaac Rosenberg

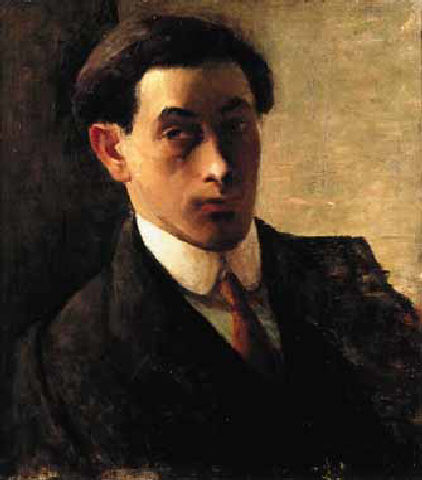
Zelfportret, 1910

Isaac Rosenberg (Bristol, 25 november 1890 – bij Arras, 1 april 1918) was een Engels dichter en kunstschilder. Hij geldt in de literatuurgeschiedenis als een der belangrijkste getuigen van de Eerste Wereldoorlog.

## Leven en werk
Rosenberg was de zoon van een Joods-Russisch emigrantenechtpaar uit Letland en Litouwen. Hij groeide op in het armoedige East End van Londen en ging op zijn veertiende in de leer bij een uitgeverij. In de avonduren volgde hij lessen aan de kunstacademie en dankzij de steun van enkele vrienden uit de Joodse gemeenschap kon hij in 1911 gaan studeren aan de gerenommeerde Slade School of Fine Art.

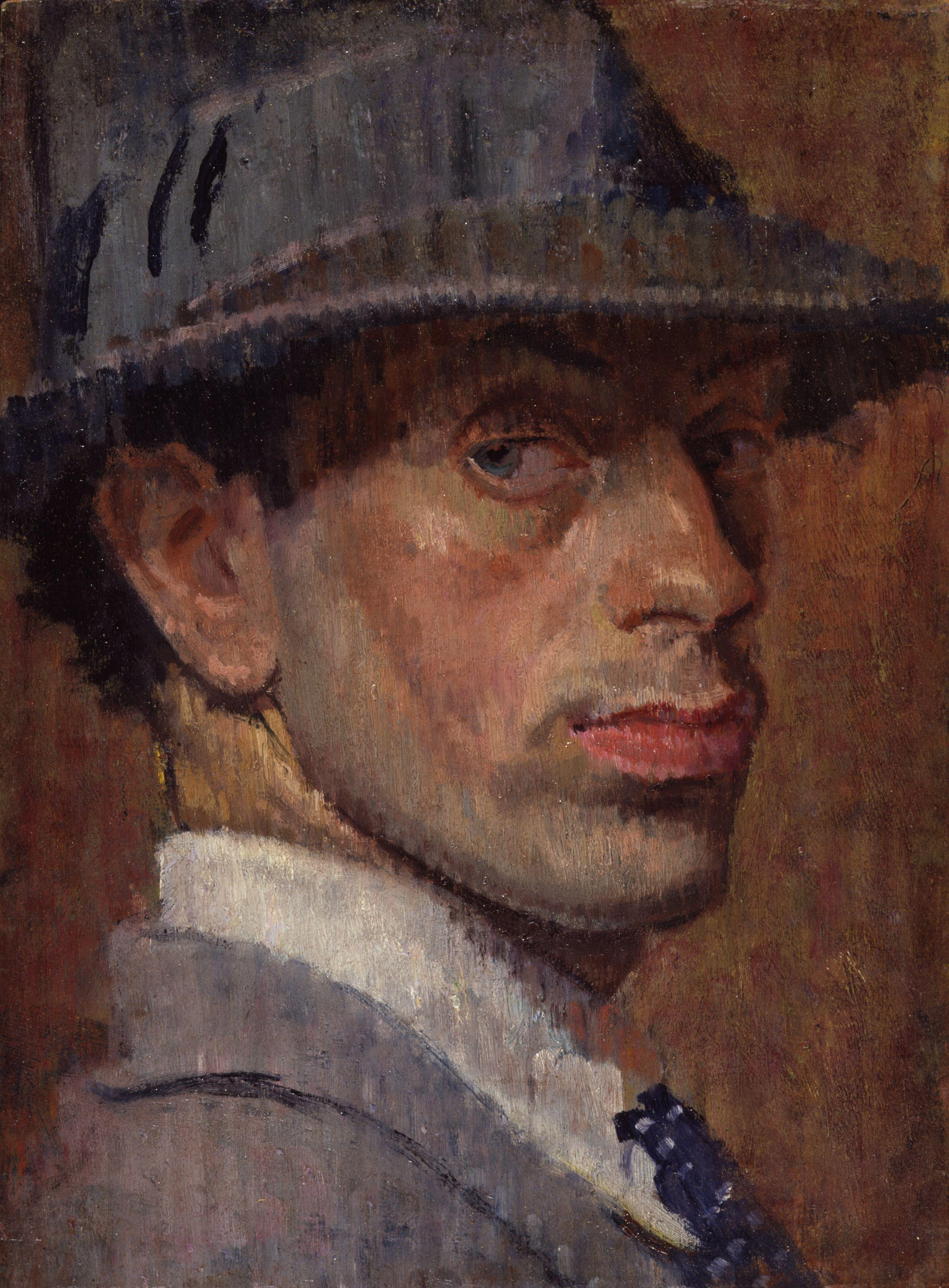
Zelfportret, 1915

Inmiddels was Rosenberg ook gedichten gaan schrijven en in 1912 publiceerde hij in eigen beheer het dichtbundeltje Night and Day, sterk beïnvloed door John Keats en Percy Bysshe Shelley. In 1915 volgde de gelijksoortige publicatie Youth, bekostigd door Sir Edward Marsh, redacteur van het tijdschrift “Georgian Poetry”, waarin ook een fragment van Rosenbergs toneelstuk in verzen Moses werd afgedrukt. 
In de periode voor de Eerste Wereldoorlog was Rosenberg bevriend meet vooraanstaande figuren uit de Londense kunstwereld, zoals Ezra Pound, Ford Madox Ford en James Joyce. In 1913 reisde hij om gezondheidsredenen naar Zuid-Afrika, maar keerde na het uitbreken van de Eerste Wereldoorlog weer naar Engeland terug. Deels ook uit armoe en vanwege het ontbreken van een beroepsperspectief nam hij dienst in het leger en vertrok in 1916 met zijn regiment naar Frankrijk. Op 1 april 1918 sneuvelde hij bij de Slag van Arras. Hij ligt begraven bij het Bailleul Road East Cemetery in Saint-Laurent-Blangy.
Rosenberg bleek ook tijdens de periode dat hij onder de wapenen was door te zijn gegaan met dichten. Zijn postuum uitgegeven oorlogsgedichten, vaak geschreven op elk stukje papier dat hij maar kon vinden, zijn direct van toon, concreet en diep doortrokken van een apocalyptische visie, die soms aan William Blake doet denken. Bekend werden zijn gedichten “Returning we hear the Larks” en “Break of Day in the Trenches”. Met Siegfried Sassoon, Wilfred Owen, Robert Graves en Rupert Brooke wordt hij tot de belangrijkste ‘ervaringsschrijvers’ van de Eerste Wereldoorlog gerekend. Hij was de enige van hen die diende als gewoon soldaat.

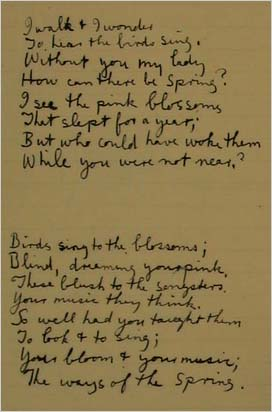
Spring

Als kunstschilder is Rosenberg vooral bekend gebleven door zijn ruime hoeveelheid zelfportretten, waarvan er enkele te zien zijn in de National Portrait Gallery en Tate Britain te Londen.